# Butkara I
Butkara I (en pastún بت کړه سټوپا) es una importante estupa budista que está cerca de Mingora, en la región de Swat, Pakistán. Es posible que la mandara construir el emperador de la dinastía maurya Ashoka el Grande, pero se suele datar ligeramente más tarde, en el siglo II a. C.
La estupa se amplió en cinco ocasiones durante los siglos siguientes, construyendo cada vez sobre la estructura anterior y encapsulándola.

## Excavación
La estupa fue excavada por una misión italiana del IsIOAO (Istituto Italiano per l'Africa e l'Oriente), dirigida por el arqueólogo Domenico Faccenna desde 1956, que buscaba esclarecer las distintas etapas de la construcción y las ampliaciones. La misión estableció que la estupa fue "monumentalizada" mediante la adición de decoraciones arquitectónicas helenísticas durante el siglo II a. C., lo que sugiere una implicación directa de los gobernantes indo-griegos, que regían el noroeste de la India durante ese periodo, en el desarrollo de la arquitectura greco-budista.
Se ha encontrado un capitel indo-corintio que representa a un devoto budista entre follaje y que tenía un relicario y una moneda de Azes II enterrados en su base, lo que permite datar con seguridad la escultura antes del 20 a. C. También se cree que las cercanas fortificaciones helenísticas de Barikot son contemporáneas.
Gran parte de los artefactos hallados se conservan en el Museo Nacional de Arte Oriental y en el Museo Municipal de Arte Oriental Antiguo de Turín (M.A.O.).

## Acuñación y datación
En el estrato más antiguo del núcleo (GSt 1) se encontró una moneda de Chandragupta Maurya, por lo que se data en el periodo de Ashoka. En el segundo estrato más antiguo (GSt 2) se encontró una moneda de Menandro I.[3] Bajo un zócalo del tercer estrato (GSt 3) se halló una moneda de Azes II, por lo que se data a finales del siglo I a. C. o principios del siglo I d. C. El cuarto estrato (GSt 4) contenía monedas tardías de Azes II y monedas del kushan Kujula Kadphises.

## Estatua sedente de Buda

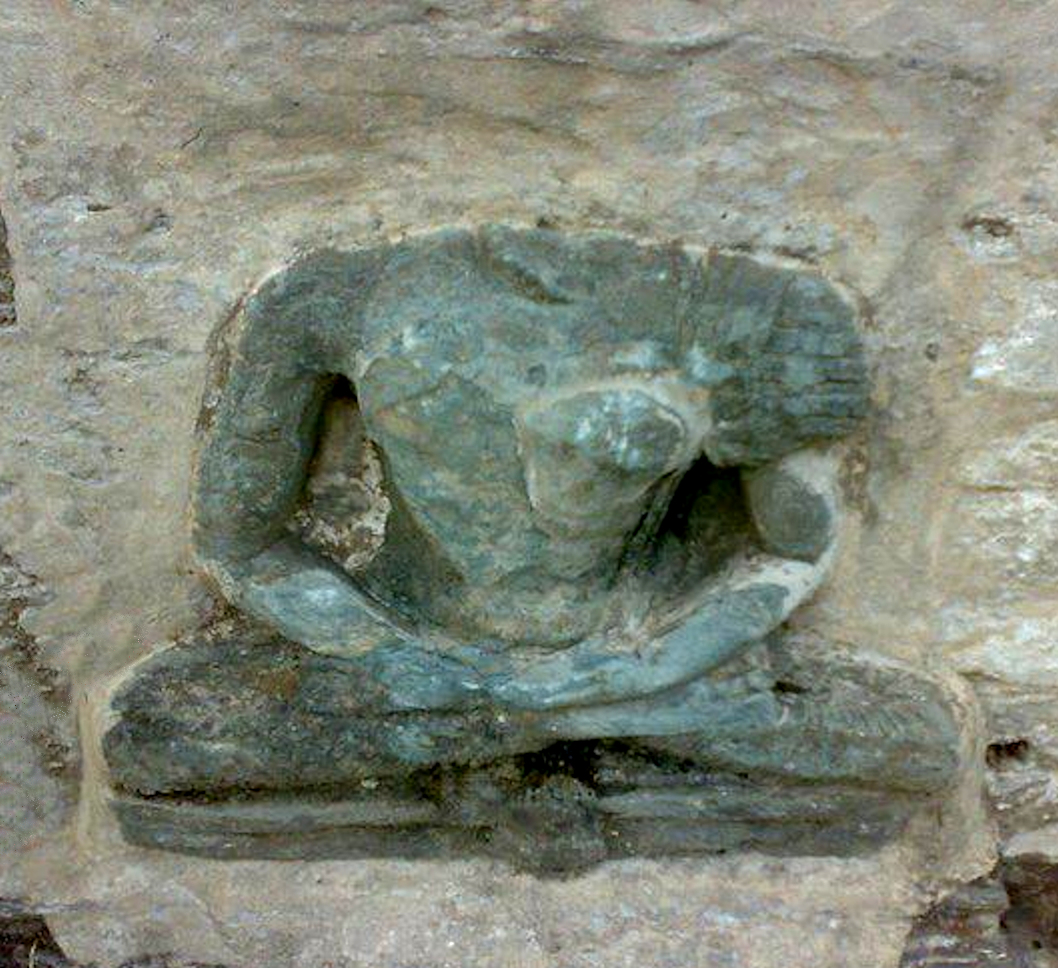
Estupa de Butkara I, Buda sentado in situ, siglos I-II d. C.

La estatua hallada in situ del Buda sentado (o bodhisattva) de Butkara se considera una de las primeras estatuas de Buda conservadas, si no la primera, del noroeste de la India (hoy Pakistán). Van Lohuizen-de Leeuw considera que la estatua es de entre finales del siglo I a. C. y principios del siglo I, ya que fue descubierta en el estrato GSt 3 que contenía una moneda de Azes II. Estimaciones más conservadoras la sitúan entre los siglos I y II de nuestra era, aproximadamente en la misma época en que se realizaron las primeras estatuas conocidas de Buda en el arte de Mathura. Probablemente, la primera estatua conocida de Buda en el arte de Mathura sea el Buda de Isapur, datada hacia el año 15 de nuestra era, lo que haría que el comienzo de la representación de Buda fuera aproximadamente simultáneo en ambas regiones.

## Galería

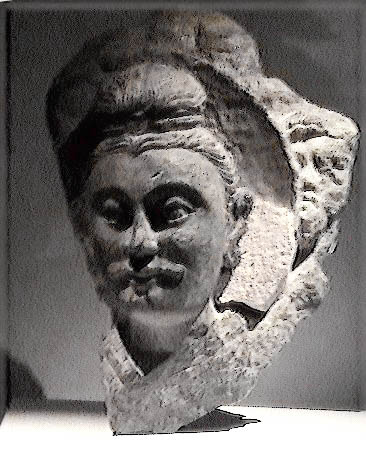
Cabeza de Buda. Butkara I, siglo II d. C.
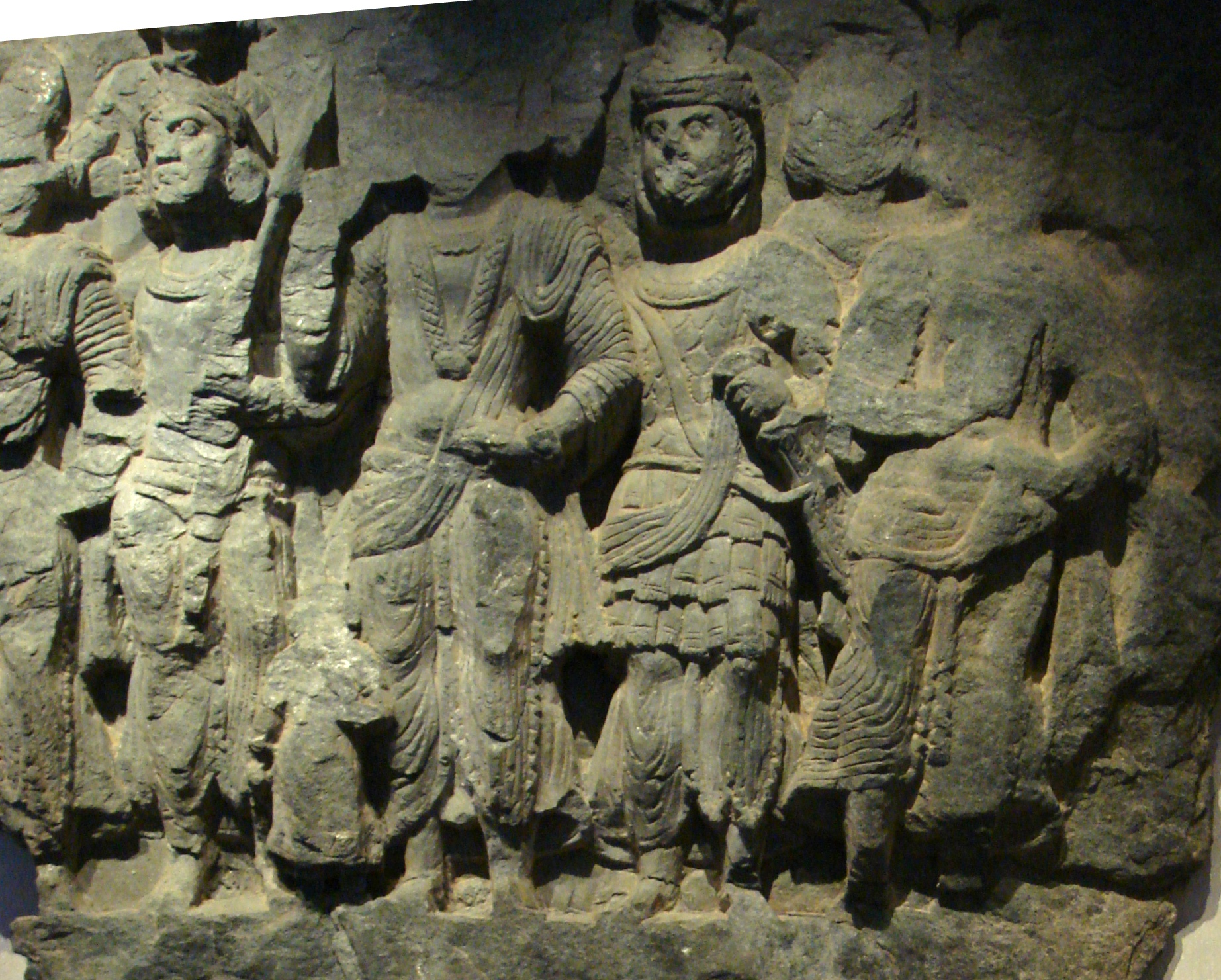
Butkara I, siglo I d. C.
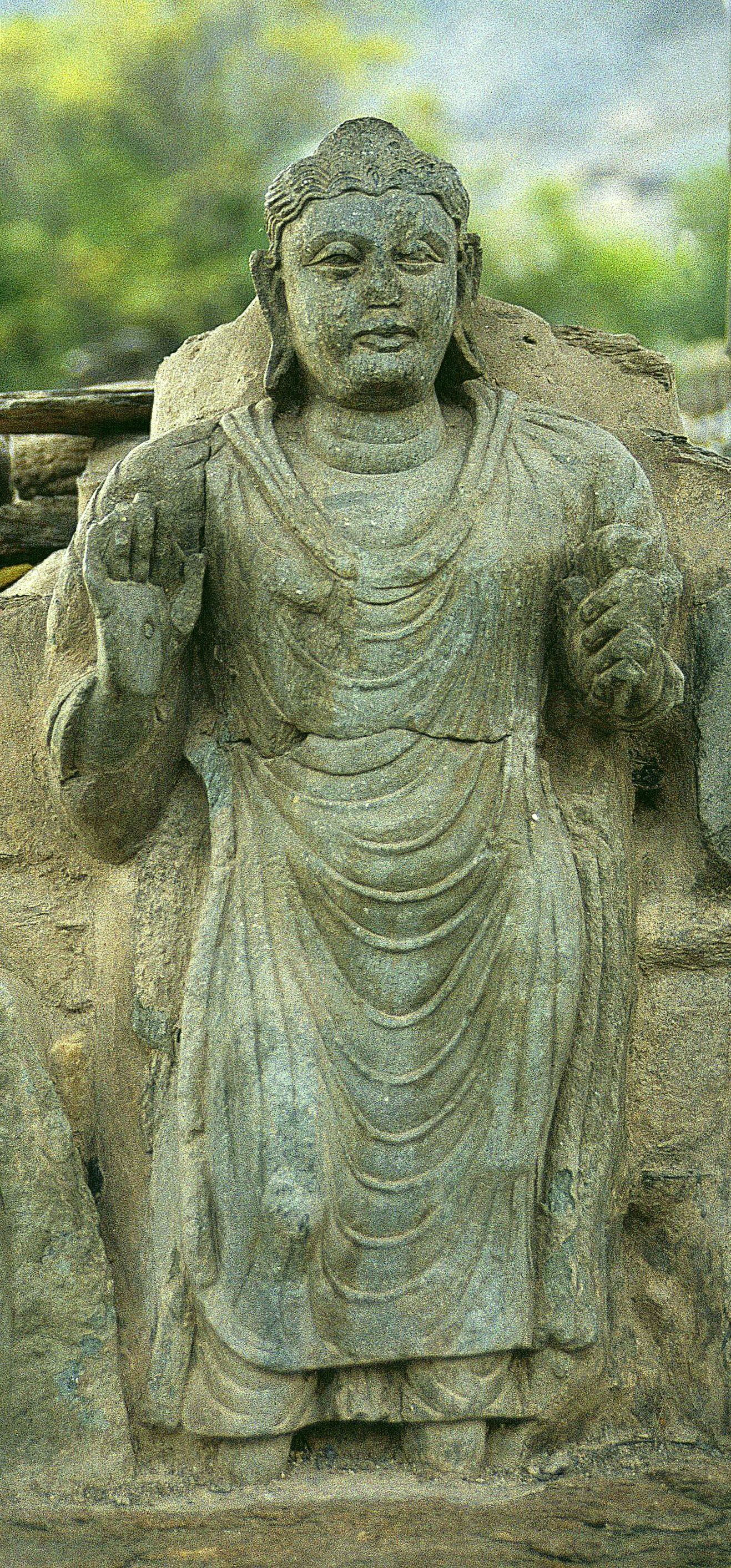
Estatua in situ
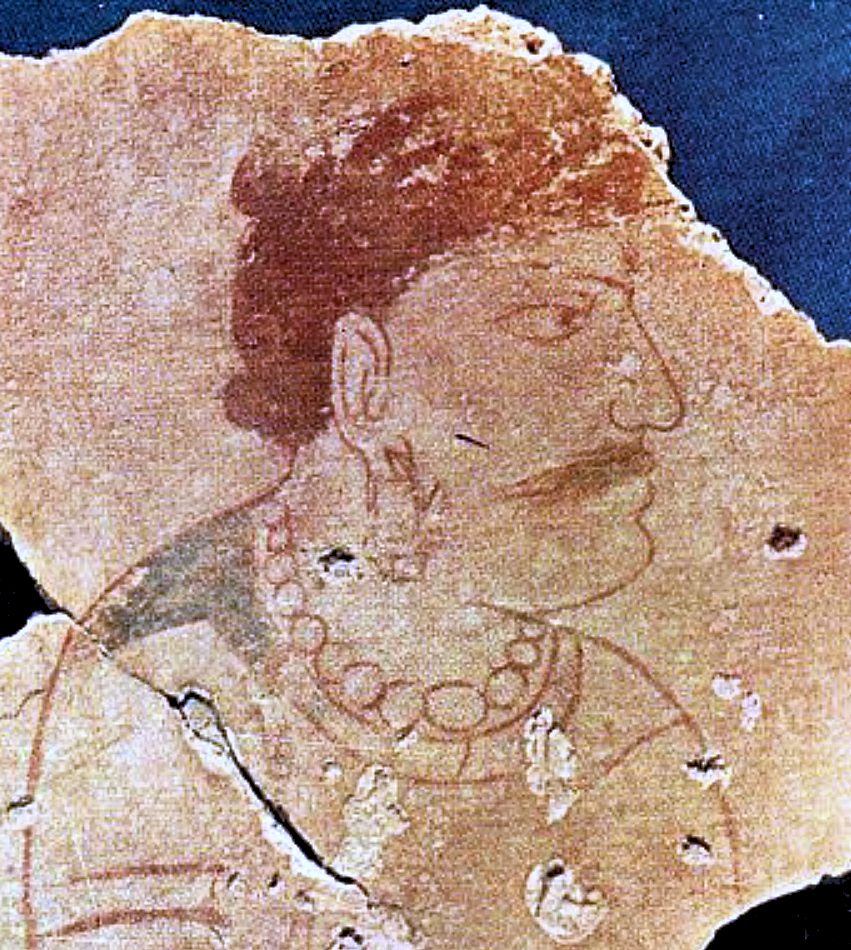
Devoto huno, Butkara I (fase de construcción 4), siglo V d. V.